# Gino del Signore
Gino Del Signore (Roma (Laci), 30 d'abril, 1906 – Bellagio (Llombardia), 30 de desembre, 1978), fou un tenor italià.

## Biografia
Primer va estudiar piano i composició a Roma, després cant al Conservatori de Milà amb Giulio Crimi. L'any 1933 va aparèixer per primera vegada a la Scala, on se l'escoltarà durant els vint anys següents. Va fer aparicions com a convidat amb èxit, entre altres coses, als teatres d'òpera de Roma, Venècia, Trieste i Florència. La temporada 1938-1939 va prendre el relleu al festival de Salzburg de les parts de Basilio a Les noces de Fígaro i del Fenton a Falstaff. També va aparèixer al festival de Glyndebourne com Ferrando a Così fan tutte (1939). El seu repertori inclou també Alfredo a La traviata i Cassio a Otello de G. Verdi. Va pertànyer al conjunt que va portar al Teatre La Fenice de Venècia l'estrena de l'òpera de Ognenni anguel de Serguei Prokófiev (29. 9. 1955). Encara el 1956 va ser convidat a Holanda com el Dr. Cajus a Falstaff. Més tard va ensenyar cant a Roma.

## Discografia parcial
78 rpm

- 1936: Àvia... somriure/Manuela (Parlophon, GP 91875)
- 1936: You're Too Blonde/I've Got a Hole in My Pocket (Parlophon, GP 91876; cara A cantada per Nino Fontana)
- 1937: Topino d'oro/Sogno tzigano (Parlophon, GP 92142; cara A amb Trio Vocale Sorelle Lescano, cara B Del Signore da solo)[2]
- 1937: Spring Ronda/Lunch solo (Parlophon, GP 92143; cara A amb Vocal Trio Sorelle Lescano, cara B Del Signore solo)[2]
- 1937: I tu?/Què bonic és fer l'amor (Parlophon, GP 92144; cara A amb Trio Vocale Sorelle Lescano, cara B Del Signore amb Nina Canonico Artuffo)